# کاروانسرای شاه‌عباسی (بیستون)
کاروانسرای شاه عباسی بیستون مربوط به دوره صفوی است و در بیستون، محوطه تاریخی، فرهنگی بیستون واقع شده و این اثر در تاریخ ۱۳ مرداد ۱۳۵۳ با شمارهٔ ثبت ۹۷۴ به‌عنوان یکی از آثار ملی ایران به ثبت رسیده‌است. این بنا هم‌اکنون تحت مالکیت شرکت توسعه گردشگری استان کرمانشاه قرار داشته و از آن به عنوان هتل سنتی ۵ ستاره بهره‌برداری می‌شود.

## تغییر کاربری به هتل
در سال ۱۳۹۳ کار تغییر کاربری کاروانسرای شاه‌عباسی بیستون به عنوان یکی از حوزه‌های زیرمجموعهٔ شرکت توسعه گردشگری استان کرمانشاه آغاز شد و این کاروانسرا از یک بنای تاریخی با قابلیت بازدید عمومی گردشگران، به یک هتل سنتی ۵ ستاره با نشان تجاری هتل‌های بین‌المللی لاله تبدیل شد. مسئولان شرکت توسعهٔ گردشگری استان کرمانشاه هزینهٔ این تغییر کاربری را حدود سه میلیارد تومان اعلام کرده‌اند. هتل لاله بیستون در سال ۱۳۹۵ آغاز به کار کرد و مدیریت آن تا سال ۱۳۹۷ در دست شرکت توسعهٔ گردشگری کل کشور بود، اما از سال ۱۳۹۷ مدیریت آن به حوزهٔ استان کرمانشاه این شرکت واگذار شد. هم‌اکنون «گروه هتل‌های بین‌المللی لاله» که مدیریت و خدمات هتلینگ این هتل را در دست دارد، در مالکیت و تحت پوشش «شرکت توسعه گردشگری ایران» قرار دارد.
هتل لالهٔ بیستون با ۶ هزار متر مربع مساحت ظرفیت پذیرش ۱۰۰ میهمان را در ۲۰ واحد پذیرایی داراست.

## ثبت در فهرست میراث جهانی
در ۲۶ شهریور ۱۴۰۲ در جریان چهل و پنجمین اجلاس کمیته میراث جهانی یونسکو در ریاض، کاروانسرای شاه‌عباسی بیستون به‌همراه ۵۳ کاروانسرای تاریخی دیگر (جمعاً ۵۴ کاروانسرا در ۲۴ استان ایران) تحت عنوان کاروانسراهای ایرانی در فهرست میراث جهانی قرار گرفتند. این مجموعه جهانی به عنوان بیستمین و هفتمین اثر جهانی کشور ایران شناخته می‌شود.

## نگارخانه

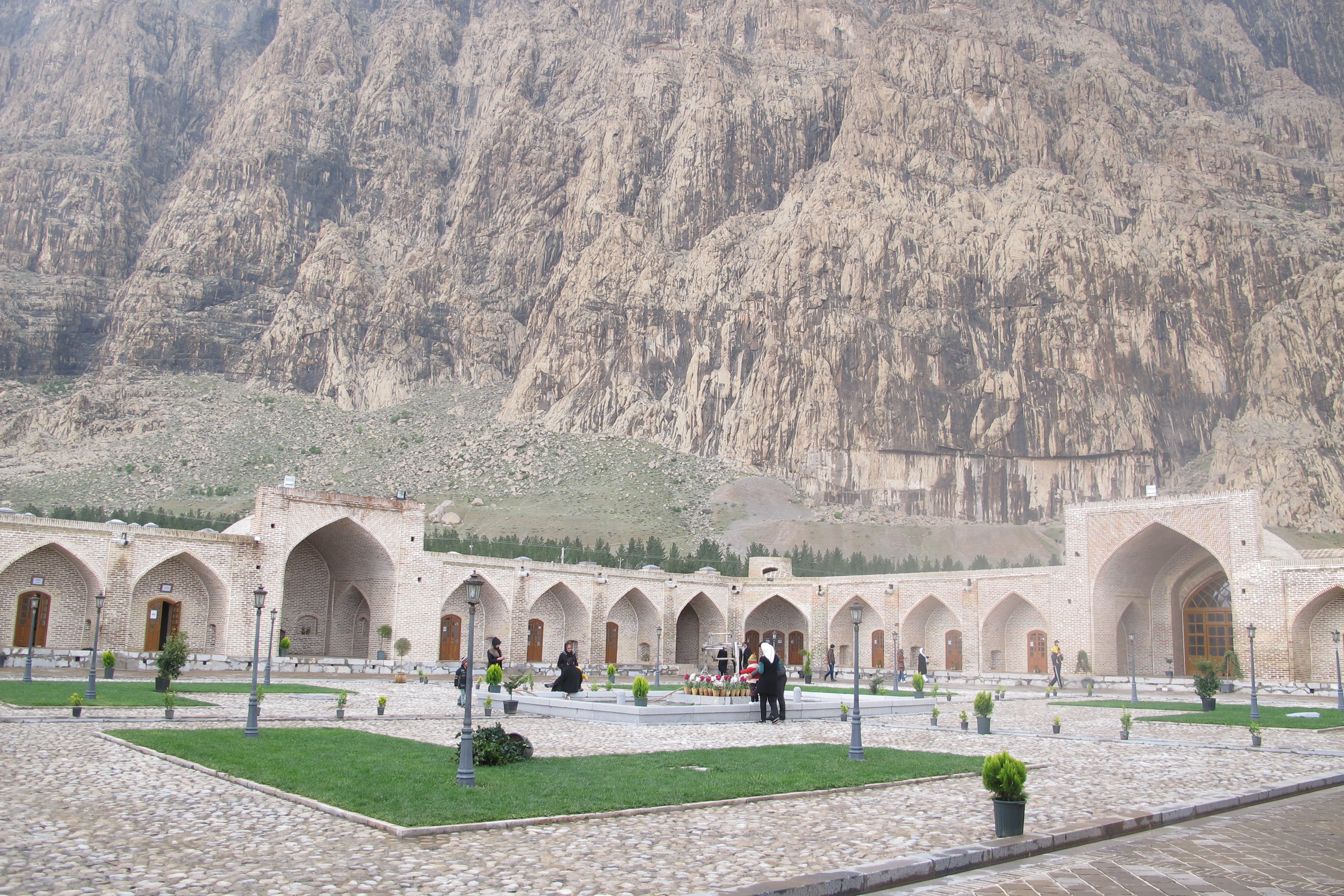
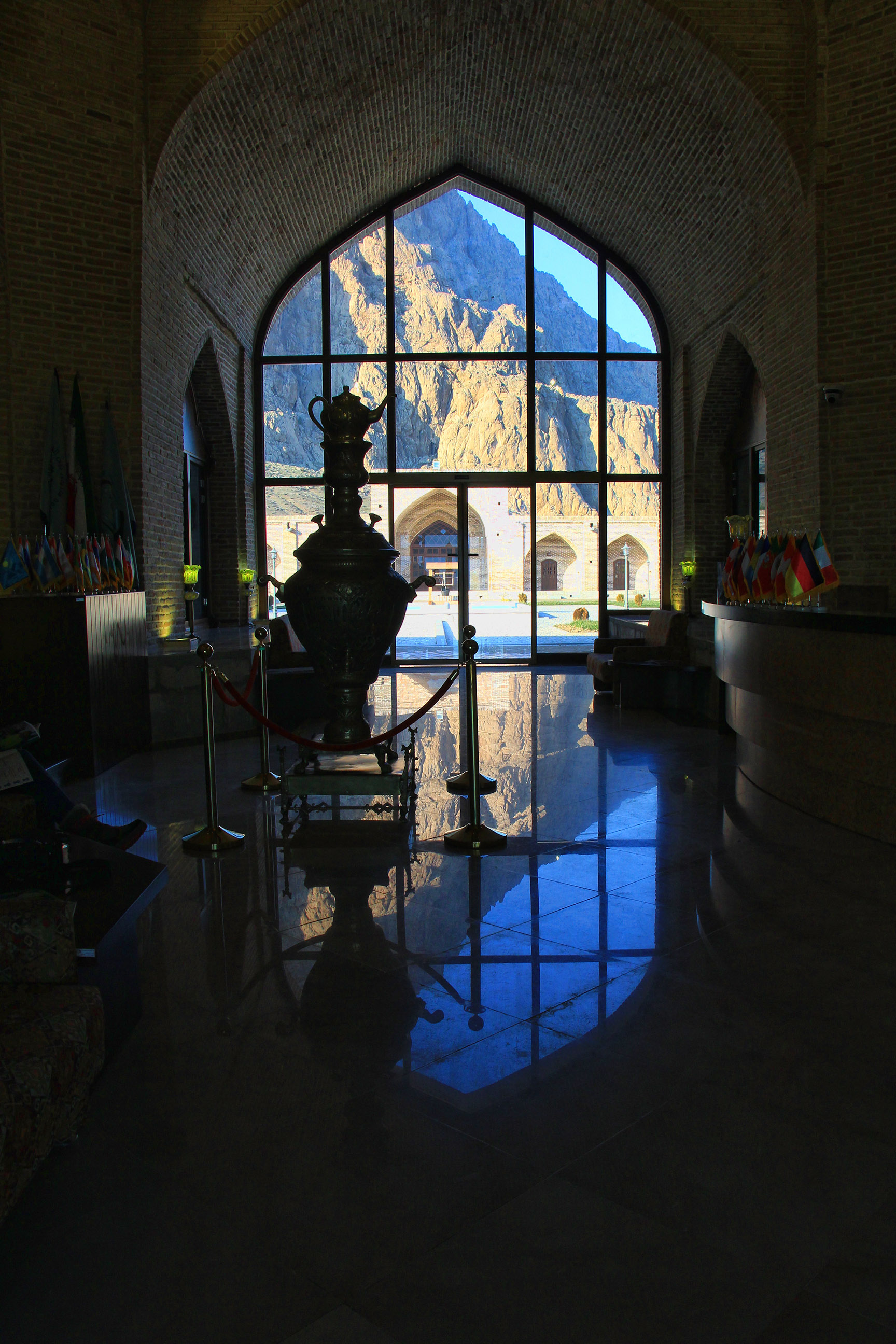
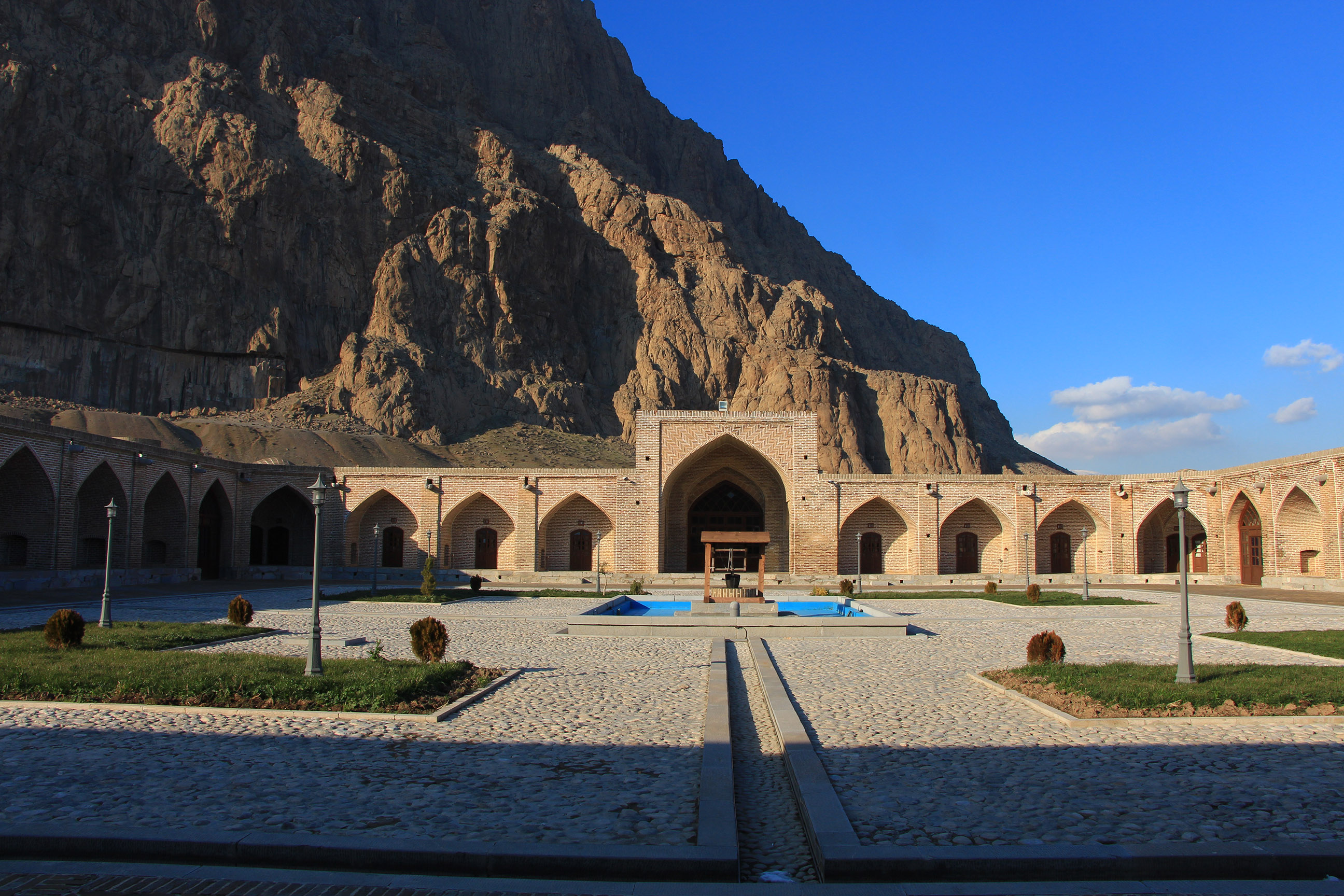
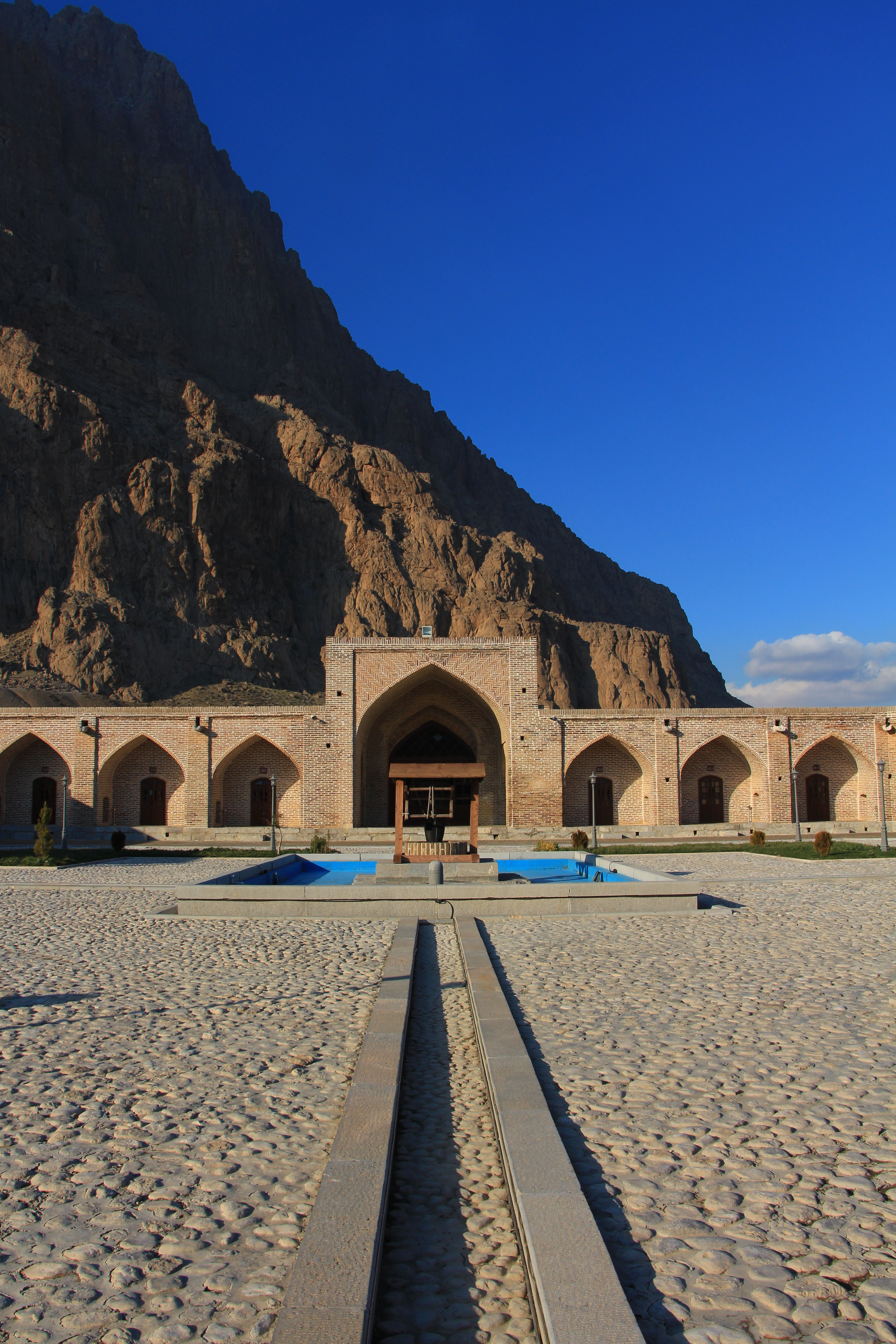
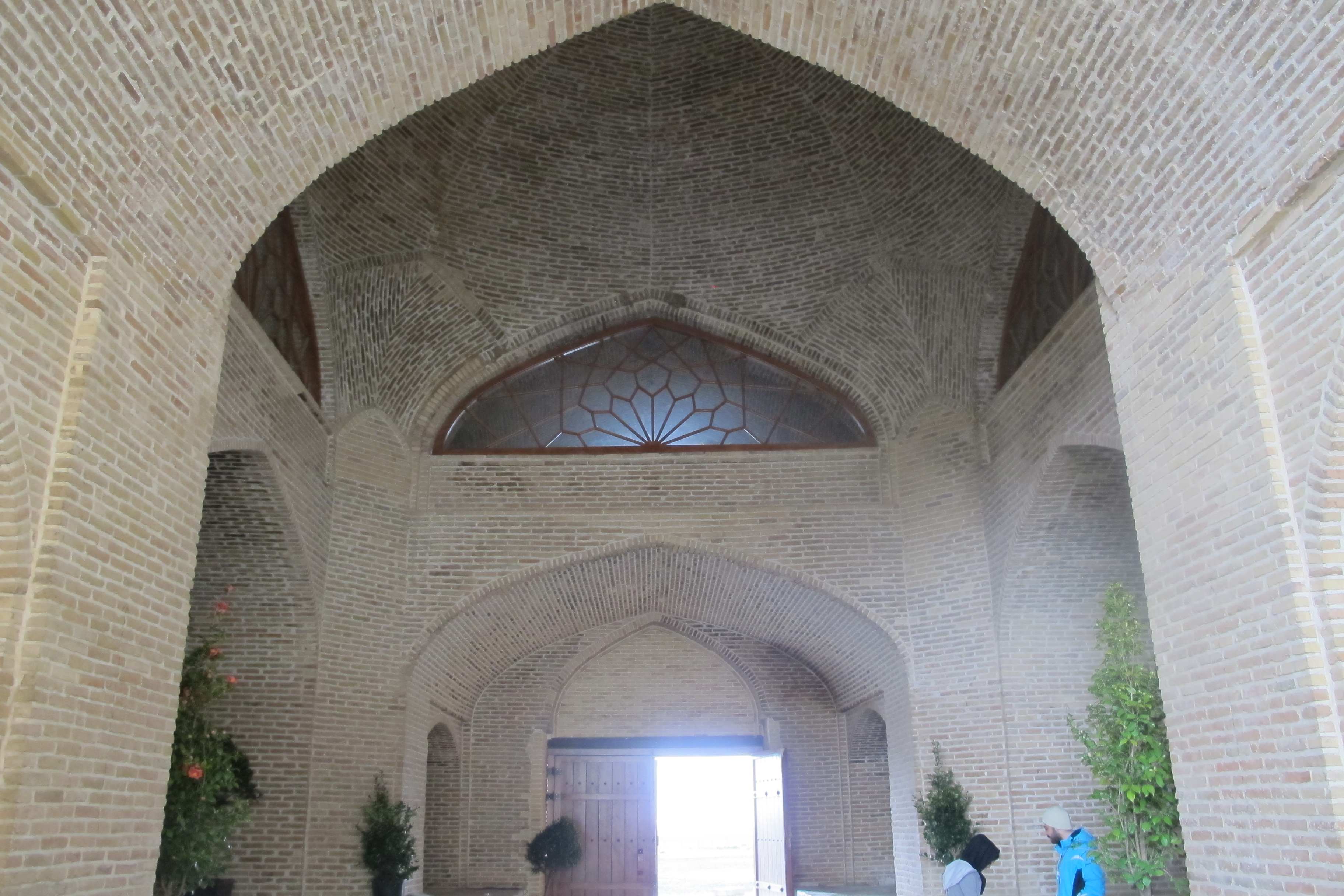
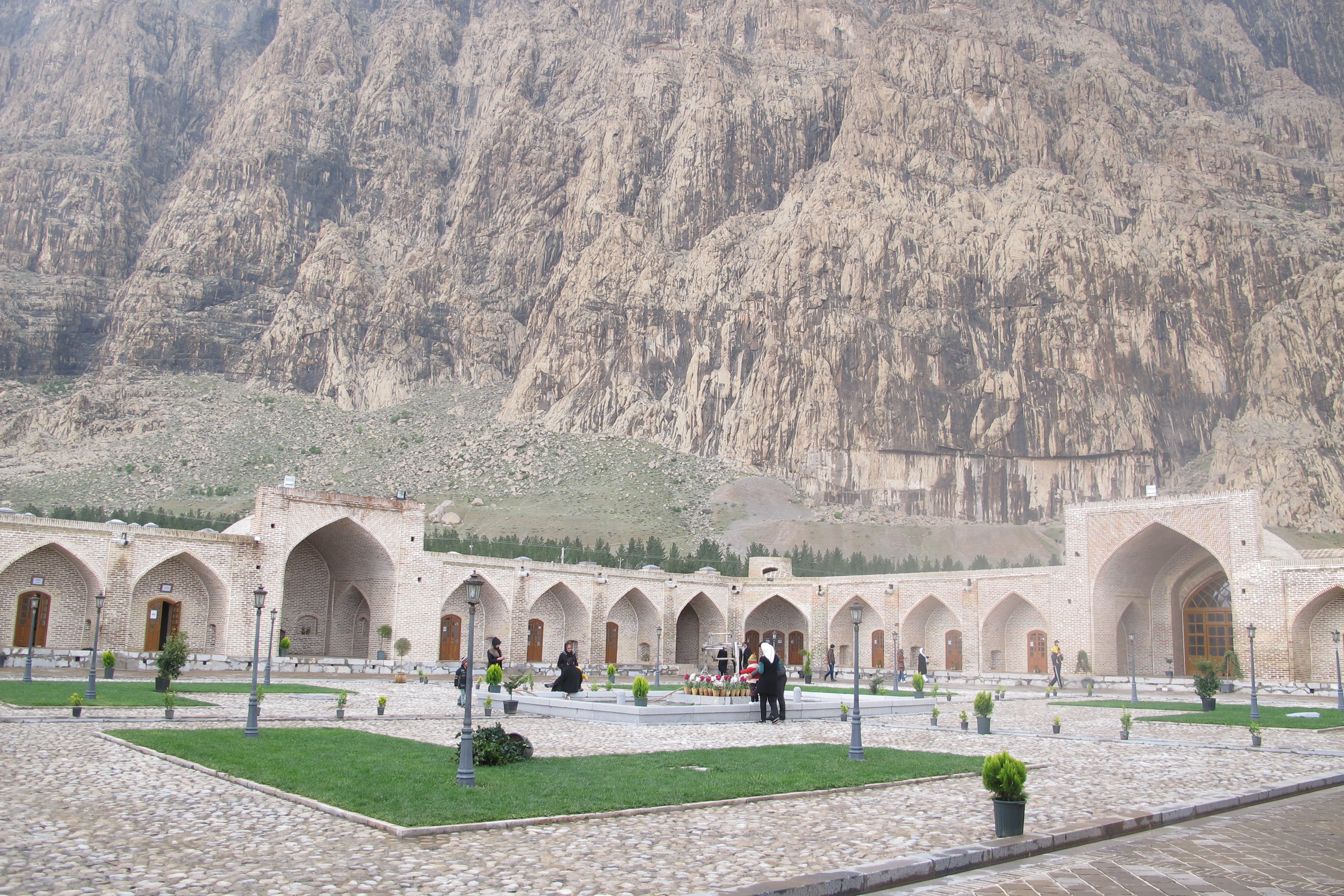
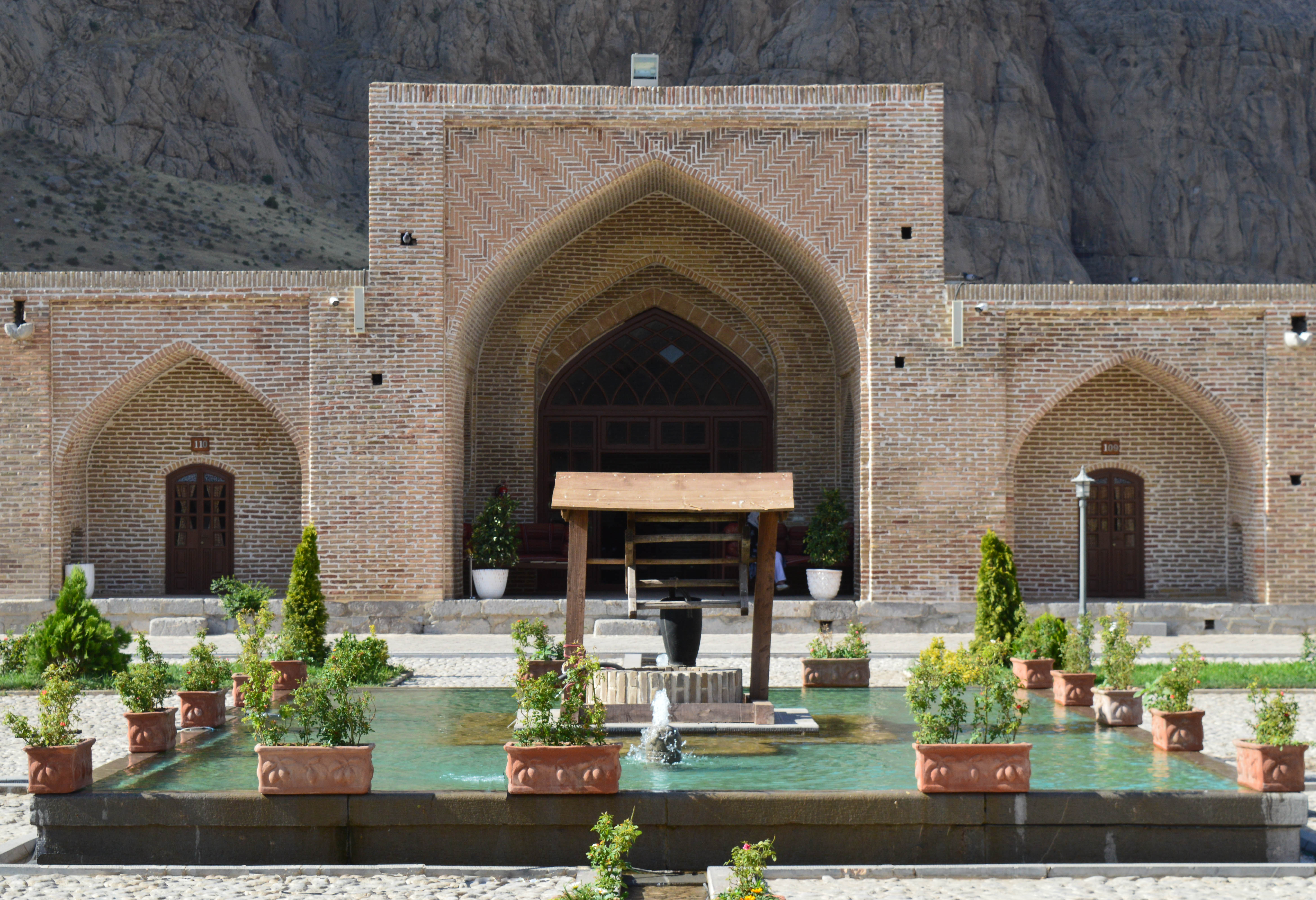
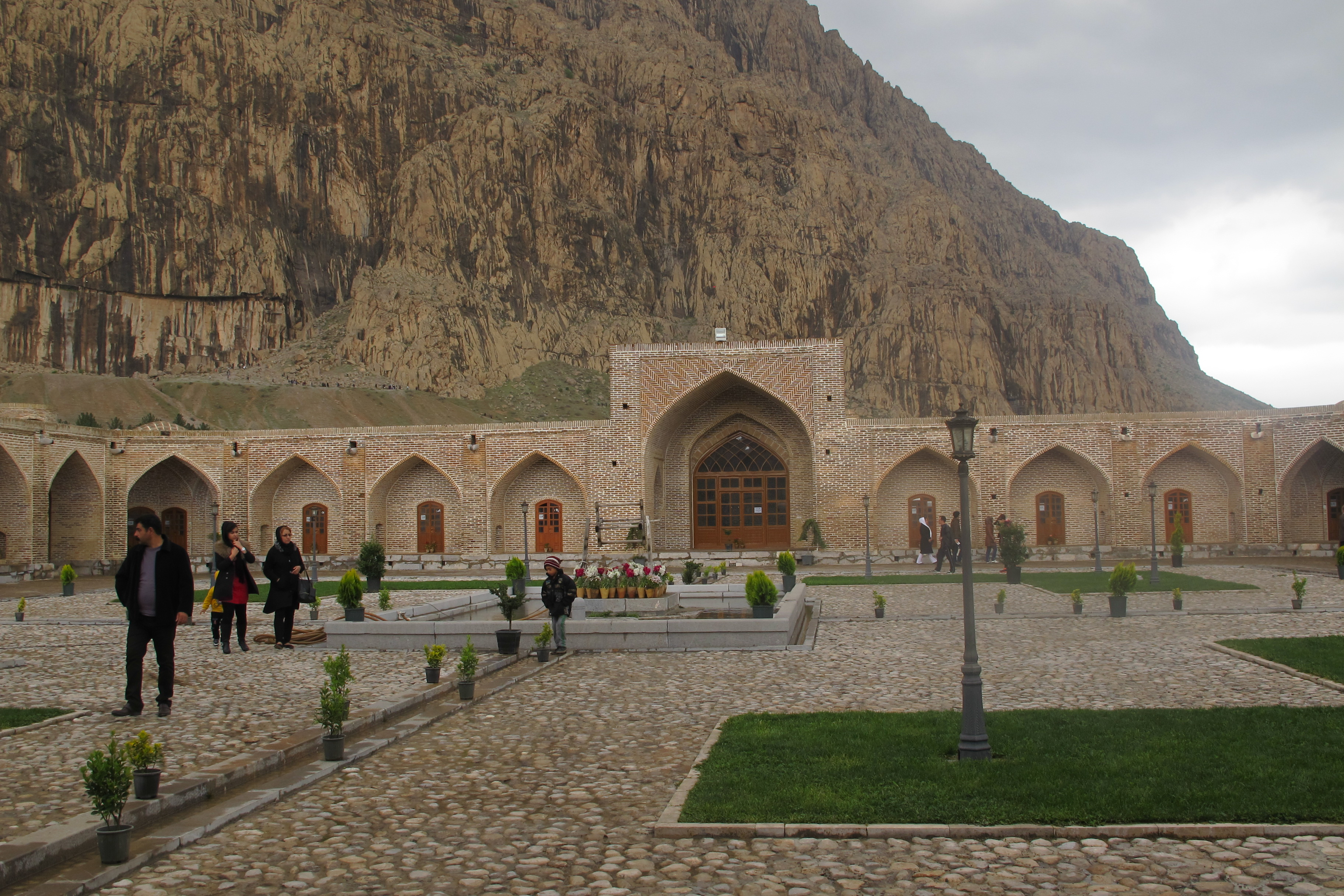
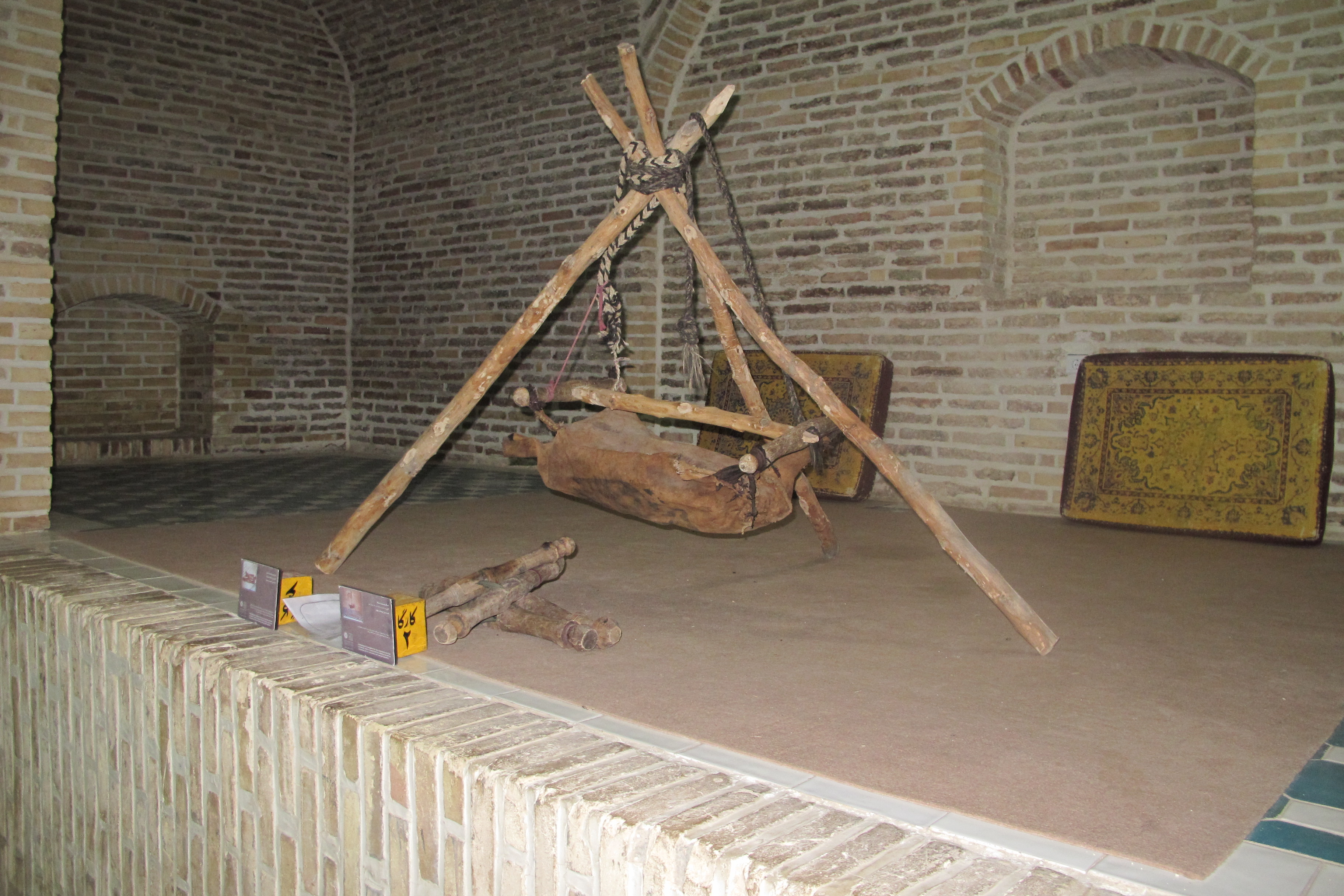